# Jean-Pierre Dufau
Pour les articles homonymes, voir Dufau.
Jean-Pierre Dufau, homme politique français, né le 5 juillet 1943 à Capbreton (Landes). Il est membre du Parti socialiste. Il est le député de la deuxième circonscription des Landes de 1997 à 2017.

## Études
Jean-Pierre Dufau a fait ses études primaires à Capbreton puis au cours complémentaire de Peyrehorade. Il a ensuite fait ses études secondaires à l'école normale de Dax et a obtenu dans le supérieur son certificat d'études littéraires générales, ce qui lui a permis de devenir professeur de collège.

## Carrière politique[1]
- Sympathisant PSU dès 1960 (opposition à la guerre d'Algérie).
- Sympathisant Parti socialiste dès 1971

Participe aux campagnes électorales.
- Il adhère au PS en 1974. Lance la section de Capbreton.
- Jean-Pierre Dufau est membre du collectif Jamais sans mon département.

## Prises de position
Jean-Pierre Dufau fait partie des députés dits « frondeurs », avec son collègue landais Henri Emmanuelli, en s’opposant à la loi Macron en 2015.

## Mandats

### Mandats communaux
- 20/03/1989 - 18/06/1995 : Maire de Capbreton
- 25/06/1995 - 18/03/2001 : Maire de Capbreton
- 2001- Mars 2008 : Maire de Capbreton
- Mars 2008 - 9 novembre 2012 : Maire de Capbreton. Démissionne pour ne conserver que son mandat de député.

### Mandats cantonaux (Canton de Saint-Vincent-de-Tyrosse)
- 26/03/1979 - 16/03/1985 : conseiller général
- 17/03/1985 - 29/03/1992 : réélu conseiller général
- 1985 - 1997 : Vice-président du conseil général des Landes
- 30/03/1992 - 17/03/1998 : réélu conseiller général

### Mandats régionaux (Aquitaine)
- 23/03/1992 - 15/03/1998 : membre du conseil régional d'Aquitaine

### Mandats au Parlement (2ecirconscriptiondes Landes)
- 01/06/1997 - 18/06/2002 : député
- 18/06/2002 - 19/06/2007 : réélu député
- 20/06/2007 - 2012 : réélu député

### Commissions dont il est membre
- Membre de la commission des affaires étrangères[3]
- Membre de la Commission d'enquête sur l'application des mesures préconisées en matière de sécurité du transport maritime des produits dangereux ou polluants et l'évaluation de leur efficacité
- Membre de la délégation de l'Assemblée nationale à l'aménagement et au développement durable du territoire
- Président du groupe d'amitié entre la France et la Roumanie
- Vice-Président des groupes d'amitié entre la France et les pays suivants : Costa Rica, Oman, Pologne, Surinam
- Secrétaire des groupes d'amitié entre la France et : Brésil - Moldavie

### Fonctions nationales
- Vice-président de l'Association de Promotion et de Fédération des Pays (APFP), Président du Conseil d'Orientation Stratégique de l'APFP